# Palast der Könige von Navarra (Estella)

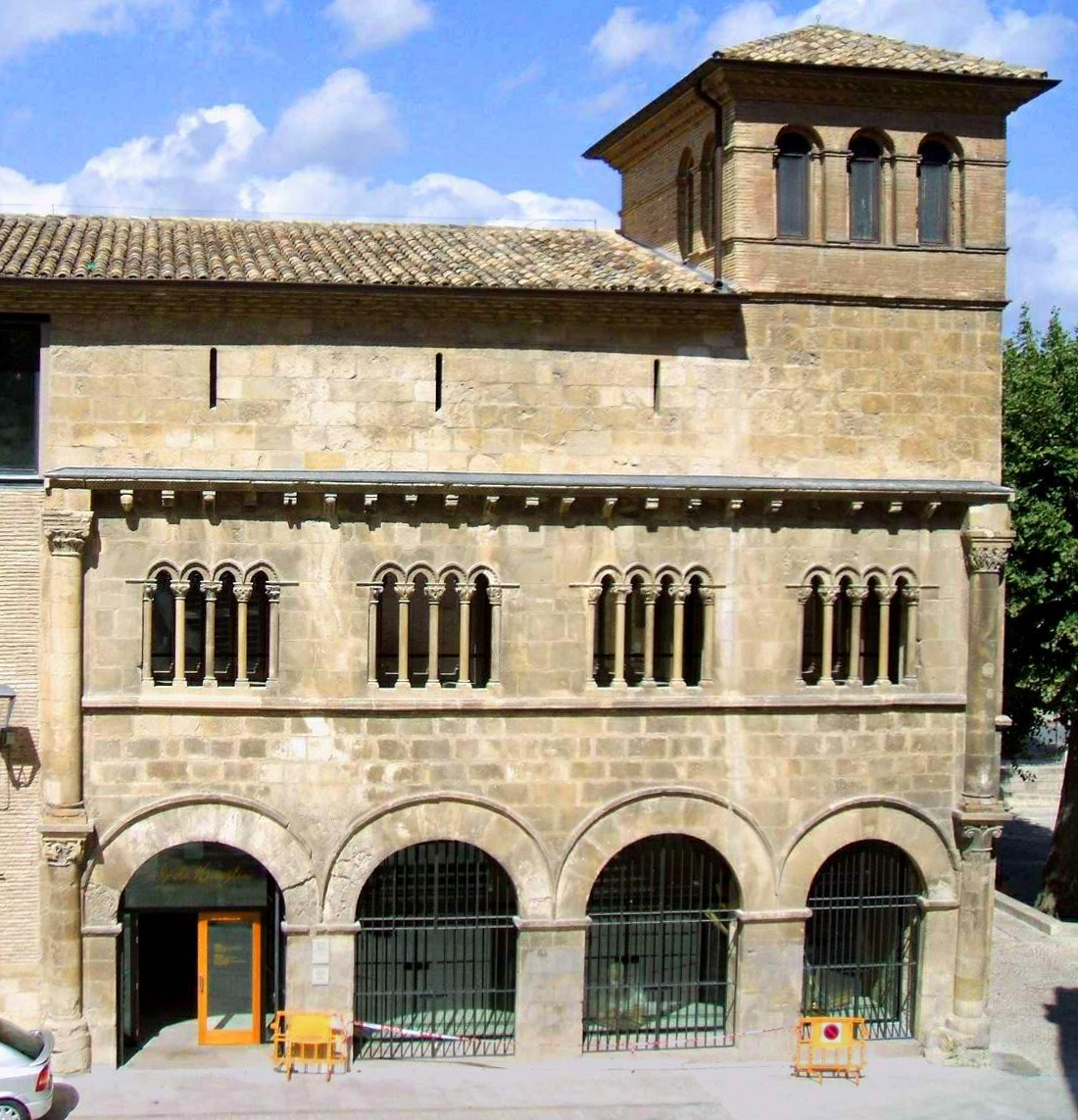
Hauptfassade an der Calle de San Nicolás

Der Palast der Könige von Navarra (auch: Palast der Herzöge von Granada de Ega) in Estella-Lizarra, einer spanischen Stadt in der Region Navarra, ist das einzige erhaltene romanische Wohngebäude in Navarra.

## Geografische Lage
Die Stadt Estella entstand im Hochmittelalter aus einigen nahe beieinander liegenden Siedlungen, in denen Menschen unterschiedlicher ethnischer Herkunft lebten. Die Ausgangssiedlungen bildeten dann Stadtquartiere mit auch jeweils autonomer Verwaltung. Der Palast lag in dem von Franken bewohnten Viertel. Heute liegt er an der Plaza de San Martín, wo sich auch das historische Rathaus befindet, an der Ecke zur Calle de San Nicolás. Neben diesem Stadtpalast gab es auf einem Felsen über der Stadt noch eine Burg, die im 16. Jahrhundert gesprengt wurde.

## Geschichte
Das Gebäude stammt aus der Zeit kurz vor 1200. Es wurde damals als Palast für die Könige von Navarra errichtet. Später nutzten ihn die Herzöge von Granada de Ega. Das Gebäude diente, nachdem es nicht mehr als Palast genutzt wurde, verschiedenen Zwecken, auch als Gefängnis für den Gerichtsbezirk.
Das Bauwerk ist seit 1931 ein Kulturdenkmal.
Seit dem 14. Juni 1991 befindet sich hier das Museum für den Maler Gustavo de Maeztu y Whitney (1887–1947), der in Estella gestorben ist. Die Räume des Museums verteilen sich auf die beiden oberen Stockwerke des Gebäudes.

## Gebäude

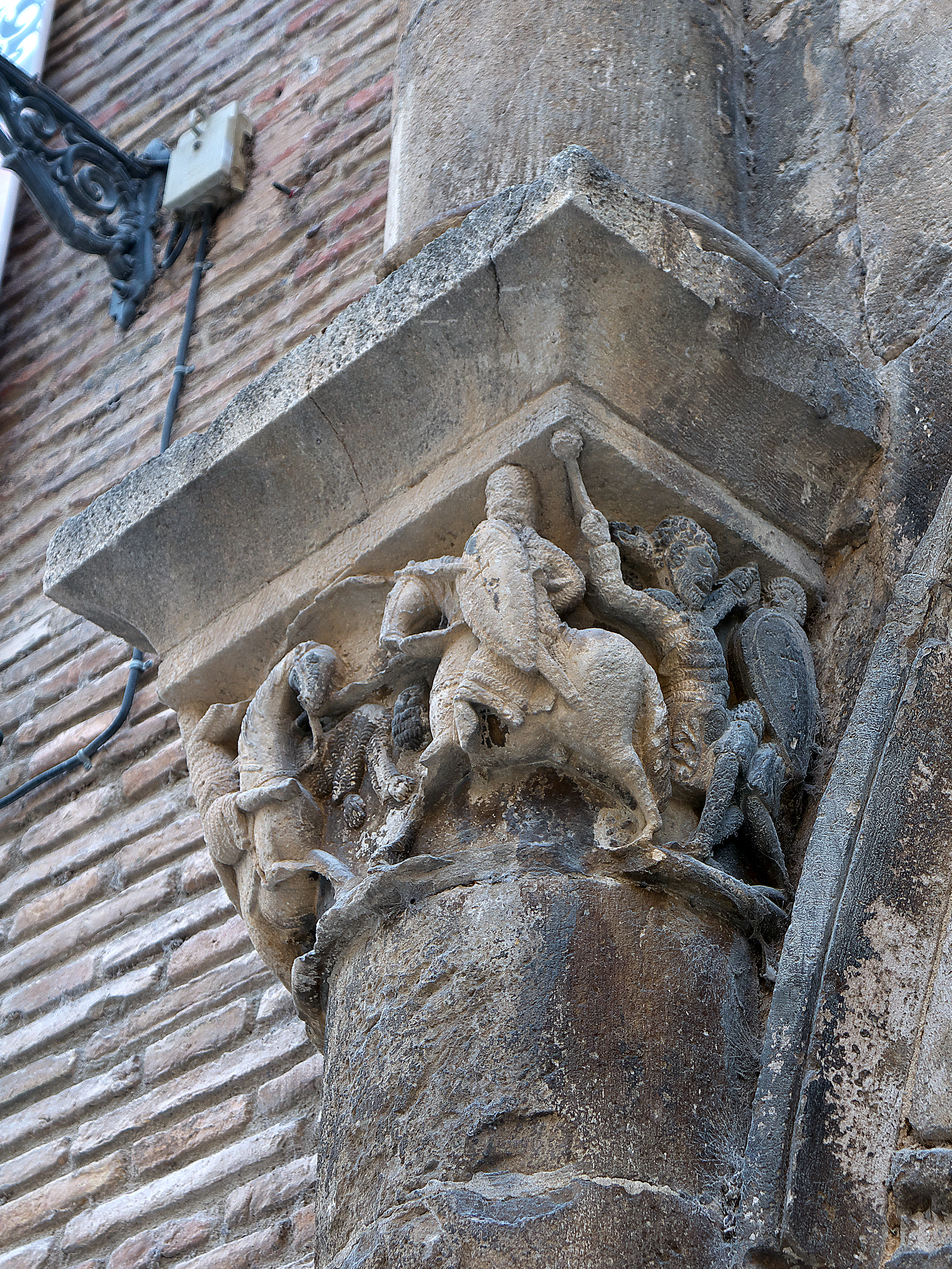
Kampf von Roland gegen den Riesen Ferragut

Das Gebäude ist dreistöckig und aus Quadern errichtet. An der Ecke von Plaza de San Martín und Calle de San Nicolás ist turmartig ein viertes Geschoss aufgesetzt. Das dritte Stockwerk wurde im 18. Jahrhundert aufgesetzt und besteht in der zur Plaza de San Martín weisenden Fassade aus Ziegelmauerwerk.

### Hauptfassade
Kunstgeschichtlich wichtigstes Element ist die Fassade, die sich gegenüber der zur San Pedro de la Rúa aufsteigenden Treppe erhebt. Sie liegt an der Calle de San Nicolás, der alten Pilgerstraße. Ein einfaches Gesims trennt beide Stockwerke. Das Untergeschoss besteht aus einer Galerie mit vier Bögen, die auf Pfeilern lagern. Die Fassade wird links und rechts von durchlaufend übereinander gestellten Halbsäulen gerahmt. Deren skulptierte Kapitelle sind von besonderer Bedeutung:
- Auf der linken Seite stellen stilisierte Figuren eine Episode aus dem Rolandslied dar, den Kampf des fränkischen Ritters Roland gegen den Riesen Ferragut – eine Allegorie auf den Kampf des Guten gegen das Böse.[8] Auch mit der Wahl dieses Themas zeigt sich der Bezug der Anlage zum fränkischen Kulturkreis.[9] Besonders selten in dieser Zeit ist, dass der Künstler, Martin von Logroño, die Arbeit signiert hat.[Anm. 2][10]
- Auf der rechten Seite besteht die Dekoration des Kapitells aus den Blättern der Mariendistel.

Im zweiten Stock ist über jedem der Bögen des Erdgeschosses ein gekuppeltes Vierlings-Fenster angeordnet, deren leicht spitze Bögen auf Säulen ruhen, die ebenfalls mit skulptierten Kapitellen abschließen, die pflanzliche, tierische und figürliche Darstellungen zeigen. Über ihnen befindet sich ein weiteres Gesims aus Kragsteinen. Der dritte Stock weist statt Fenstern nur drei Belichtungsschlitze auf und ist ansonsten schmucklos.

### Fassade zurPlaza de San Martín

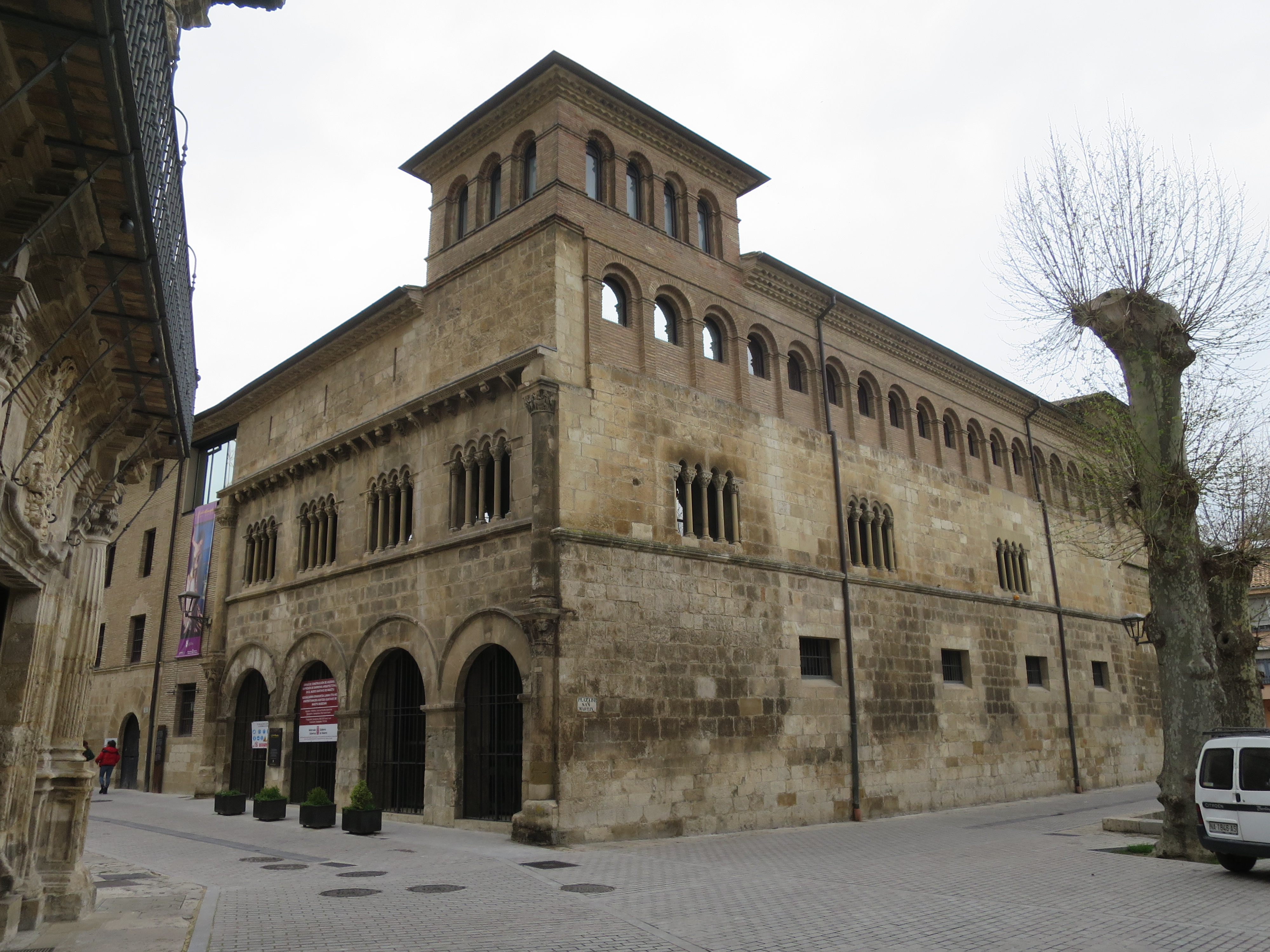
Links: Hauptfassade, rechts: Fassade zur Plaza de San Martín

Die zweite Fassade, zur Plaza de San Martín gelegen, ist schlichter gestaltet. Das Erdgeschoss ist zum Platz hin geschlossen. Die vier querrechteckigen, sehr hoch angebrachten Fenster entstammen einer späteren Nutzungsphase. Im ersten Stock sind hier – unregelmäßig verteilt – drei gekuppelte Vierlings-Fenster erhalten, jeweils wiederum in vier schmale Einzelfenster unterteilt. Der zweite Stock wurde im 18. Jahrhundert aufgesetzt und weist arkadenartig angeordnet eine Reihe von Rundbogenfenstern auf.